# Hrabstwo Sullivan (Indiana)
Hrabstwo Sullivan (ang. Sullivan County) – hrabstwo w stanie Indiana w Stanach Zjednoczonych.

## Geografia
Według spisu z 2010 roku obszar całkowity hrabstwa obejmuje powierzchnię 454,12 mili2 (1176,17 km²), z czego 447,14 mili2 (1158,09 km²) stanowią lądy, a 6,97 mili2 (18,05 km²) stanowią wody. Według szacunków United States Census Bureau w roku 2012 miało 21 188 mieszkańców. Jego siedzibą administracyjną jest Sullivan.

### Miasta
- Carlisle
- Dugger
- Farmersburg
- Hymera
- Merom
- Shelburn
- Sullivan